# 忍者くん (マイクロキャビン)
『忍者くん』（にんじゃくん）は、1983年7月に、マイクロキャビンが発売したアクションゲームである。MSX、X1、PC-8801で発売された。

## 概要
翌1984年にUPLがアーケードゲームとして制作開始する『忍者くん』シリーズ（コンシューマ機移植はジャレコ、PC版移植は日本デクスタ）とは、タイトル名の一部は同じだが内容は全く異なる。
主な相違として、マイクロキャビン版では建物屋内が主な舞台だが、UPL版では城の屋根など建物屋外が主な舞台である。ちなみに翌々1985年以降、ジャレコが制作する事となる『忍者じゃじゃ丸くん』シリーズは、前述UPL版『忍者くん』の方のスピンオフ独立・発展シリーズであり、こちらもマイクロキャビン版忍者くんとは別系統のアクションゲームである。

## ゲーム内容
上下に移動してくる敵（YAKUNIN）を避けながら、上を目指していくゲーム。全11ステージ。